# Bosatsu
Bosatsu (菩薩?) es la transliteración al japonés del término sánscrito bodhisattva. Un bodhisattva es alguien que puede alcanzar la iluminación pero decide no hacerlo, para ayudar a otros a lograr ese objetivo.

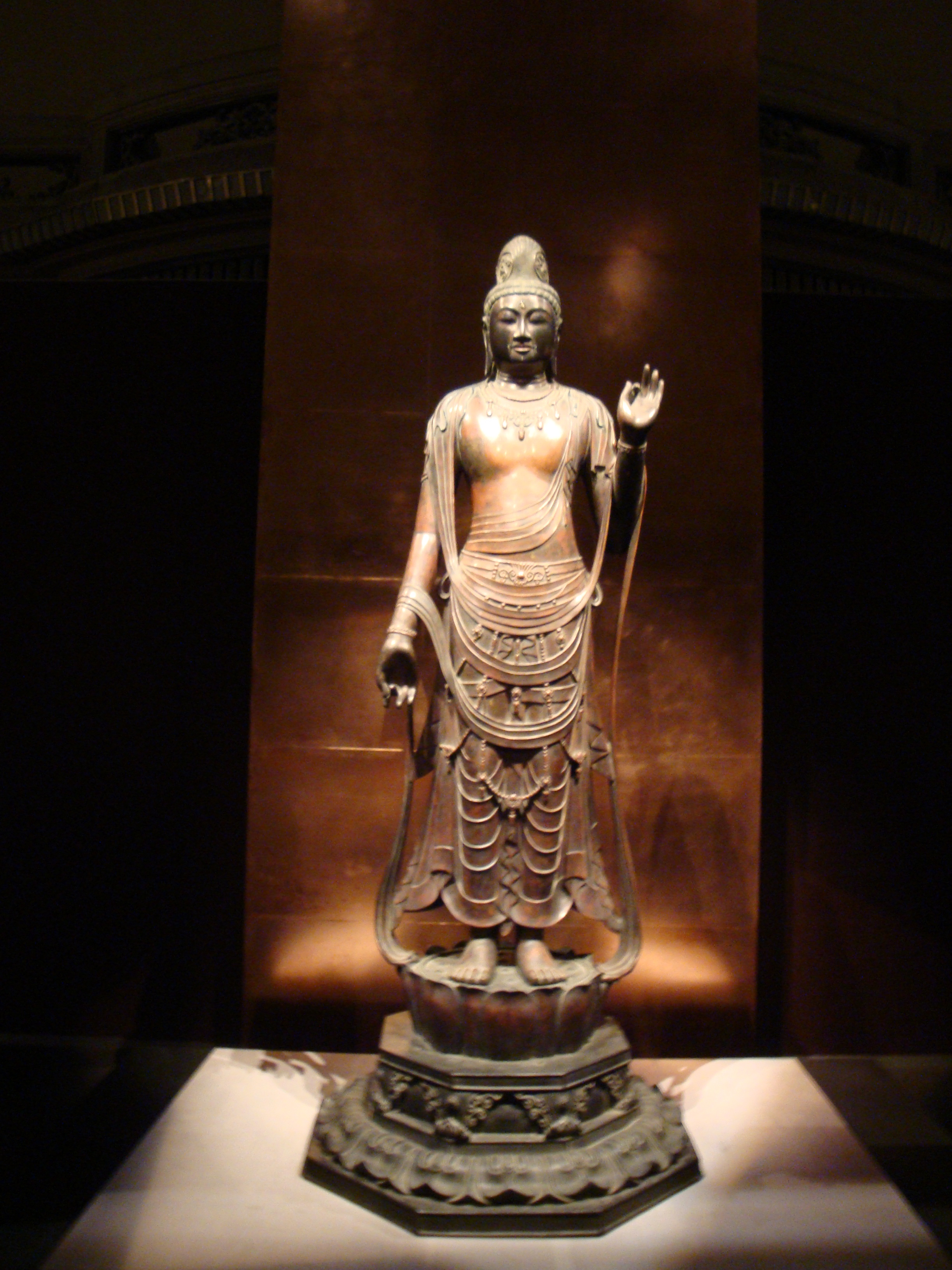
Bosatsu Avalokiteshvara del templo Yakushi-ji en Nara.

En el budismo Mahayana japonés, el objetivo supremo de sus seguidores es convertirse en un bosatsu. Aquellos que alcancen el grado de bosatsu iluminado, lograrán la Budeidad, pero durante un tiempo renunciarán a este último estado y prometen permanecer en la tierra en varias formas (reencarnaciones) para ayudar a todos los seres vivos a alcanzar la salvación.
Cuando los japoneses comenzaron a equiparar las deidades de la nueva religión budista aterrizada en sus tierras con sus divinidades kami existentes, la Ryōbu Shintō (en japonés: 両部神道, 'El aspecto doble del sintoísmo'), una de las corrientes sintoístas, reagrupó las doctrinas sintoístas de la escuela budista Shingon. La base de las creencias de esta escuela fue que los kami sintoístas eran emanaciones de los budas o bosatsus.